# Katowicei repülőtér
A Katowicei repülőtér (IATA: KTW, ICAO: EPKT) Lengyelország egyik nemzetközi repülőtere, amely Pyrzowice és Katowice közelében található. Éves utasforgalma 5 297 247 fő (2023).

## Légitársaságok és úticélok
2023-ban a Katowicei repülőtérről az alábbi járatok indulnak:
A következő légitársaságok üzemeltetnek rendszeres menetrend szerinti és charterjáratokat a Katowicei repülőtérről:
| Légitársaság             | Célállomások |
| ------------------------ | --- |
| Air Anka                 | Szezonális charter: Antalya |
| Air Cairo                | Szezonális charter: Hurghada |
| Air Dolomiti             | Frankfurt |
| Buzz                     | Szezonális charter: Antalya, Bodrum, Burgas, Chania, Corfu, Fuerteventura, Heraklion, Kefalonia, Kos, Larnaca, Menorca, Palma de Mallorca, Thessaloniki, Tirana, Zakynthos |
| Corendon Airlines        | Antalya |
| Electra Airways          | Szezonális charter: Antalya, Djerba, Heraklion, Hurghada |
| Enter Air                | Fuerteventura Szezonális: Kos, Tirana, Zakynthos Charter: Antalya, Hurghada, Marsa Alam Sharm El Sheikh Szezonális charter: Bodrum, Burgas, Chania, Corfu, Djerba, Dubrovnik, Enfidha, Funchal, Girona, Gran Canaria, Heraklion, Kos, Marsa Alam, Mytilene, Podgorica, Rhodes, Sal, Tenerife–South, Tirana, Varna |
| European Air Charter     | Szezonális charter: Burgas |
| FlyEgypt                 | Szezonális charter: Hurghada, Sharm El Sheikh |
| Freebird Airlines        | Szezonális charter: Antalya |
| LOT                      | Varsó–Chopin Charter: Antalya, Cancún, Puerto Plata, Varadero Szezonális charter: Bodrum, Faro, Girona, Heraklion, Izmir, Malé, Palma de Mallorca, Ohrid, Paphos, Punta Cana, Tirana, Varna, Zakynthos |
| Lufthansa                | Frankfurt |
| Mavi Gok Aviation        | Szezonális charter: Antalya, Hurghada, |
| Montenegro Airlines      | Szezonális charter: Podgorica |
| Nesma Airlines           | Szezonális charter: Hurghada |
| Nouvelair                | Szezonális charter: Djerba, Monastir |
| Pegasus Airlines         | Szezonális charter: Antalya |
| Ryanair                  | Athens, Bergamo, Catania, Köln/Bonn, Dortmund, Dublin, Forlì, London–Stansted, Oslo, Paphos, Treviso Szezonális: Alghero, Manchester, Pula, Trapani, Varna |
| Sky Express              | Szezonális charter: Athens |
| Skyline Express Airlines | Szezonális charter: Burgas, Heraklion, Hurghada, Marsa Alam, Sharm El Sheikh, Varna |
| SkyUp Airlines           | Szezonális charter: Antalya |
| Smartwings               | Szezonális: Corfu, Dubrovnik, Faro, Rhodes Charter: Hurghada Szezonális charter: Antalya, Burgas, Djerba, Girona, Izmir, Lanzarote, Marsa Matruh, Palermo, Taba, Tirana |
| SunExpress               | Antalya Szezonális: Izmir |
| Tailwind Airlines        | Szezonális charter: Antalya |
| Wizz Air                 | Abu Dhabi, Alicante (2023 október 31-től), Athens, Barcelona, Bergen, Bristol (vége 2023 november 5-től), Catania (2023 október 30-tól), Copenhagen (2023 október 29-től), Dortmund, Eindhoven, Funchal, Kutaisi, Larnaca, Leeds/Bradford, Liverpool, London–Luton, Malmö, Malta, Naples, Reykjavík–Keflavík, Róma–Fiumicino, Sandefjord, Tel Aviv, Tenerife–South Szezonális: Burgas, Castellón, Corfu, Fuerteventura, Ibiza, Málaga, Palma de Mallorca, Podgorica, Split, Tirana |

## Futópályák
A repülőtér futópályái:
- 09/27

## Forgalom
Az utasforgalom az elmúlt években az alábbi módon változott:
| Utasok száma | 17 278 | 68 203 | 168 126 | 257 991 | 1 438 552 | 2 366 410 | 2 506 694 | 3 201 654 | 1 445 781 | 5 297 247 |
|              | 1993   | 1996   | 2000    | 2003    | 2006      | 2010      | 2013      | 2016      | 2020      | 2023      |